# Российский государственный архив фонодокументов
Росси́йский госуда́рственный архи́в фонодокуме́нтов (РГАФД) — архив, созданный для хранения звуковых записей, охватывающих историю культуры и хронику социально-политической жизни. В собрании РГАФД — фонодокументы на различных физических носителях, таких как: восковые валики фонографов, грампластинки, тонфильмы, шоринофоны, магнитные фонограммы, лазерные компакт-диски и др.

## История архива
В декабре 1932 года Постановлением ЦИК СССР был образован Центральный архив звуковых записей (ЦАЗЗ). Территориально он находился там же где и сейчас, в Лефортовском дворце на улице Коровий брод, ныне 2-я Бауманская.
В 1934 году ЦАЗЗ был объединён с Центральным кинофотоархивом и существовал в качестве самостоятельного фоноотдела Центрального фотофонокиноархива СССР (ЦФФКА СССР), переименованного в 1941 году в Центральный государственный архив кинофотофонодокументов СССР (ЦГАКФФД СССР). Долгие годы грамзаписи были единственным реальным фонодокументом, широко распространённым как в профессиональной, так и бытовой сферах. Однако потребность в оперативных системах фиксации и воспроизведения звука стимулировала разработку новых технологий. В 1930-е годы появились новые разновидности фонодокументов — тонфильмы и шоринофоны, велись опыты с магнитной записью.
Рост объёмов звуковой информации стал причиной возрастания массивов фонодокументов, подлежащих государственному хранению. Встал вопрос о восстановлении специализированного звукового архива. В 1967 году был воссоздан Центральный государственный архив звукозаписей СССР (ЦГАЗ СССР).
С июня 1992 года архив функционирует как Российский государственный архив фонодокументов (РГАФД). С 2022 года начался процесс реорганизации РГАКФД в форме присоединения к нему Российского государственного архива фонодокументов (РГАФД). 
Объединенный архив теперь называется Российский государственный архив кинофотофонодокументов (РГАКФФД) и располагается в новом здании в Красногорске.

## Фонды
В фондах РГАФД хранятся документальные и художественные звукозаписи за период с конца XIX в. по настоящее время. Здесь сосредоточены все виды звукозаписей — восковые фонографические валики, записи на киноплёнке, опытные записи на бумажной ленте «говорящая бумага», изготовленные механическим и оптическим способом, металлические граммофонные оригиналы и грампластинки, магнитные фонограммы, лазерные диски и др.
Начало концентрации в архиве звуковых документов относится к 1934 г. В это время со складов фабрик звукозаписи поступили первые оригиналы и матрицы грампластинок дореволюционного и советского производства. Как правило, до 1950-х годов архив получал только металлические матрицы грампластинок. Тогда же архив получил звуковые записи на восковых валиках (в частности, фольклорную коллекцию Государственного народного хора им. М. Е. Пятницкого).
В 1960-70-е гг. комплектование архива фонодокументами велось материалами Государственного дома радиовещания и звукозаписи, Государственного комитета по телевидению и радиовещанию СССР, Всесоюзной фирмы граммофонных пластинок «Мелодия», фонотек музеев, библиотек, творческих союзов и частных лиц.
Значительный по объёму комплекс фонодокументов составляют записи отечественных и зарубежных произведений литературы и искусства в авторском исполнении, а также в исполнении ведущих театральных, музыкальных и фольклорных коллективов.
Архив комплектуется документами частных собраний и коллекций, из которых формируются личные фонды сдатчиков.
На основании Закона об обязательном экземпляре документа, архив принимает на постоянное хранение обязательные экземпляры звукозаписей, изготовленных специализированными фирмами и организациями. Архив комплектуется фонодокументами творческих, просветительских, научных и учебных союзов, объединений, заведений и организаций; общественных движений и политических партий; религиозных организаций различных конфессий.

## Деятельность
Российский государственный архив фонодокументов находится в постоянном поиске новых источников комплектования, особенно в последние годы, когда произошли серьёзные изменения в среде производителей аудиопродукции и органов массовой информации. Наряду с приёмом документов фирм, предприятий, радиокомпаний, студий и т. п., архив развивает запись документов «устной истории», где преобладают фономемуары, что значительно расширяет содержательные рамки собрания документов.